# Centre Cívic La Mina
El Centre Cívic La Mina és un edifici de Sant Adrià de Besòs (Barcelonès) protegit com a Bé Cultural d'Interès Local.

## Descripció
El Centre Cívic de la Mina era originalment un local d'espectacles, construït el 1974, que es va formar el 1992. L'estructura bàsica d'aquest edifici està formada per dos cossos de planta rectangular, amb l'estructura portant de pilars i formigó armat. El cos principal està cobert per voltes invertides autoportants, també de formigó. La nau lateral té una coberta plana convencional. L'acabat de les façanes combina l'arrebossat pintat amb el formigó vist. La intervenció de l'equip Pinós-Miralles manté pràcticament integre l'edifici. El que fan es redefinir els accessos, substituir la fusteria original per una de xapa metàl·lica, també fan servir envans de xapa metàl·lica. S'ha col·locat un fals sostre constituït per un enreixat reticular d'acer.

## Història
L'interès d'aquest edifici està en el fet que és un dels primers projectes de l'equip Miralles-Pinós. Aquests arquitectes van tenir un gran ressò nacional i internacional per la qualitat innovadora dels seus projectes amb els quals investiguen tant pel que fa a la forma, com a l'expressivitat i la tècnica. En aquest cas en concret trobem un llenguatge arquitectònic propi i singular on es fa present la infuència de l'arquitectura racionalista tardana dels anys setanta juntament amb la força renovadora que recull les tendències del constructivisme rus i l'organicisme. L'Ajuntament de Sant Adrià, juntament amb el consorci del Besòs, Barcelona Regional i la plataforma d'Associacions del Barri de la Mina estan treballant en el Pla de reforma interior i millora del barri en el qual està previst urbanitzar una rambla i per la qual cosa s'hauran d'enderrocar els edificis de la mateixa illa del Centre Cívic.